# Iso-Kaija (ö i Satakunta)
Iso-Kaija är en ö i Finland. Den ligger i sjön Isojärvi och i kommunen Påmark i den ekonomiska regionen  Björneborgs ekonomiska region  och landskapet Satakunta, i den sydvästra delen av landet, 240 km nordväst om huvudstaden Helsingfors. Öns area är 2,2 hektar och dess största längd är 290 meter i sydväst-nordöstlig riktning.